# Kreisliga Ostsachsen
Die Kreisliga Ostsachsen war eine der obersten Fußballligen des Verbandes Mitteldeutscher Ballspiel-Vereine (VMBV). Sie wurde 1919 im Zuge einer Spielklassenreform seitens des VMBV ins Leben gerufen ins Leben gerufen und bestand bis 1923. Der Sieger qualifizierte sich für die Endrunde der mitteldeutschen Fußballmeisterschaft.

## Überblick
1919 beschloss der VMBV, über die bestehenden Gauligen sogenannte Kreisligen als erste Spielklassen einzuführen, die mehrere Gaue beinhalteten. Zuvor war die Anzahl an erstklassigen Ligen teilweise bereits auf über 20 angestiegen, was eine Verwässerung des Spielniveaus in der mitteldeutschen Fußballendrunde verursachte. Die Kreisliga Ostsachsen beinhaltete die Gaue Oberlausitz und Ostsachsen und wurde mit acht Mannschaften ausgetragen. Zur Spielzeit 1923/24 wurden die Kreisligen wieder abgeschafft, fortan bildeten erneut die zahlreichen Gauligen die ersten Spielklassen innerhalb es VMBVs.
Die Kreisliga Ostsachsen wurde von den Dresdner Vereinen aus dem Gau Ostsachsen dominiert, kein einziger Verein aus dem ebenfalls dem Kreis angeschlossenen Gau Oberlausitz konnte die höchste Spielklasse erreichen. Der Dresdner Fußballring 1902 konnte sich zweimal die Kreismeisterschaft sichern. Jeweils einmal zu Meisterschaftsehren kamen der Dresdner SV 06 und Guts Muts Dresden. Gauseriensieger Dresdner SC hingegen konnte sich in den vier Jahren des Bestehens dieser LIga nicht die Kreismeisterschaft sichern. Wie schon zu Gauligazeiten gehörten auch zu Zeiten der Kreisliga die Vereine aus Ostsachsen zu den stärksten Vereinen im VMBV. Während der Dresdner SV in der mitteldeutschen Fußballendrunde 1919/20 noch Tabellenletzter wurde, erreichte der Dresdner Fußballring in den kommenden beiden Spielzeiten jeweils den dritten Platz. 1922/23 sicherte sich Guts Muts Dresden im Finale über den VfB Leipzig zum ersten Mal die mitteldeutsche Fußballmeisterschaft und qualifizierte sich dadurch für die deutsche Fußballmeisterschaft.

## Meister der Kreisliga Ostsachsen 1920–1923
| Jahr    | Kreismeister Ostsachsen   | Abschneiden mitteldt. Meisterschaft a | Mitteldeutscher Meister     |
| ------- | ------------------------- | ------------------------------------- | --------------------------- |
| 1919/20 | Dresdner SV 06            | 6/6                                   | VfB Leipzig                 |
| 1920/21 | Dresdner Fußballring 1902 | 3/7                                   | FC Wacker Halle             |
| 1921/22 | Dresdner Fußballring 1902 | 3/7                                   | SpVgg 1899 Leipzig-Lindenau |
| 1922/23 | Guts Muts Dresden         | Sieger                                | SV Guts Muts Dresden        |

## Rekordmeister
Rekordmeister der Kreisliga Ostsachsen ist der Dresdner Fußballring 1902, der den Titel zweimal gewinnen konnte.
|  | Verein                    | Titel | Jahr             |
|  | ------------------------- | ----- | ---------------- |
|  | Dresdner Fußballring 1902 | 2     | 1920/21, 1921/22 |
|  | Dresdner SV 06            | 1     | 1919/20          |
|  | Guts Muts Dresden         | 1     | 1922/23          |

## Ewige Tabelle
Berücksichtigt sind alle überlieferten Spielzeiten der erstklassigen Kreisliga Ostsachsen von 1919 bis 1923. Die Abschlusstabelle der Spielzeit 1919/20 ist aktuell nicht überliefert.
| Pl. | Verein                       | Jahre | Sp. | S  | U | N  | T+  | T-  | Diff. | Punkte | Ø-Pkt. | Titel | Gau        |
| --- | ---------------------------- | ----- | --- | -- | - | -- | --- | --- | ----- | ------ | ------ | ----- | ---------- |
| 1.  | SV Brandenburg 01 Dresden    | 3     | 42  | 29 | 5 | 8  | 122 | 65  | +57   | 63:21  | 1,5    | 0     | Ostsachsen |
| 2.  | Dresdner Fußballring 1902    | 3     | 42  | 27 | 6 | 9  | 87  | 41  | +46   | 60:24  | 1,43   | 2     | Ostsachsen |
| 3.  | Guts Muts Dresden            | 3     | 42  | 27 | 3 | 12 | 112 | 49  | +63   | 57:27  | 1,36   | 1     | Ostsachsen |
| 4.  | Dresdner SC                  | 3     | 42  | 17 | 3 | 22 | 74  | 78  | −4    | 37:47  | 0,88   | 0     | Ostsachsen |
| 5.  | Dresdner SV 06               | 3     | 42  | 15 | 6 | 21 | 72  | 98  | −26   | 36:48  | 0,86   | 1     | Ostsachsen |
| 6.  | SG Dresden/ VTB Jahn Dresden | 3     | 42  | 13 | 4 | 25 | 59  | 106 | −47   | 30:54  | 0,71   | 0     | Ostsachsen |
| 7.  | BC Sportlust Dresden         | 3     | 42  | 12 | 3 | 27 | 52  | 105 | −53   | 27:57  | 0,64   | 0     | Ostsachsen |
| 8.  | SpVgg 1905 Dresden           | 3     | 42  | 10 | 6 | 26 | 72  | 108 | −36   | 26:58  | 0,62   | 0     | Ostsachsen |